# كأس الاتحاد الإنجليزي 1946–47
كأس الاتحاد الإنجليزي 1946–47 (بالإنجليزية: 1946–47 FA Cup)‏ هو الموسم 67 من  كأس الاتحاد الإنجليزي. أقيم خلال الفترة 7 سبتمبر 1946 وحتى 26 أبريل 1947، والذي يشرف على تنظيمه الاتحاد الإنجليزي لكرة القدم، وفاز فيه تشارلتون أثلتيك.